# Bright (film)
Pour les articles homonymes, voir Bright.
Pour plus de détails, voir Fiche technique et Distribution.
Bright (litt. Lumineux, Brillant) est un film de fantasy américain coproduit et réalisé par David Ayer et sorti en 2017 directement sur Netflix.
Il s'agit de l'un des films les plus vus sur la plateforme Netflix.
En 2021, le film a fait l'objet d'un anime spin-off nommé Bright: Samurai Soul.

## Synopsis
Dans un monde contemporain alternatif, les humains vivent depuis la nuit des temps avec les orcs, les elfes, les centaures, les fées. Si la magie est une réalité, sa pratique est interdite. Daryl Ward, un policier humain du LAPD, est contraint de faire équipe avec Nick Jakoby, le premier policier orc. Daryl revient tout juste au boulot après s'être fait tirer dessus en service par un orc. Il règne une forte haine au sein du département de police contre Nick Jakoby. Les « Affaires Internes » demandent même à Daryl de monter un dossier contre lui pour enfin l'évincer. Lui et Nick vont cependant devoir s'unir pour arrêter une importante menace maléfique.

## Fiche technique
Sauf indication contraire, les informations mentionnées dans cette section peuvent être confirmées par la base de données cinématographiques IMDb,  présente dans la section « Liens externes ».
- Titre original et francophone : Bright
- Réalisation : David Ayer
- Scénario : Max Landis
- Direction artistique : Andrew Menzies
- Décors : Christopher Brown, Kasra Farahani et Bradley Rubin
- Costumes : Kelli Jones
- Photographie : Roman Vasyanov
- Montage : Michael Tronick
- Musique : David Sardy
- Production : David Ayer, Eric Newman et Bryan Unkeless
- Sociétés de production : Overbrook Entertainment, Trigger Warning Entertainment et Grand Electric
- Société de distribution : Netflix
- Budget : 90 millions de dollars[4]
- Pays d'origine :  États-Unis
- Langue originale : anglais
- Format : couleur
- Genre : policier, fantasy, action
- Durée : 118 minutes
- Dates de sortie[5] :
  - Monde : 22 décembre 2017 (sur Netflix)

## Distribution
- Will Smith (VF : Greg Germain) : Daryl Ward
- Joel Edgerton (VF : Jérémie Covillault) : Nick Jakoby
- Noomi Rapace (VF : Julie Dumas) : Leilah
- Édgar Ramírez (VF : Olivier Chauvel) : Kandomere
- Lucy Fry (VF : Emma Jeane) : Tikka

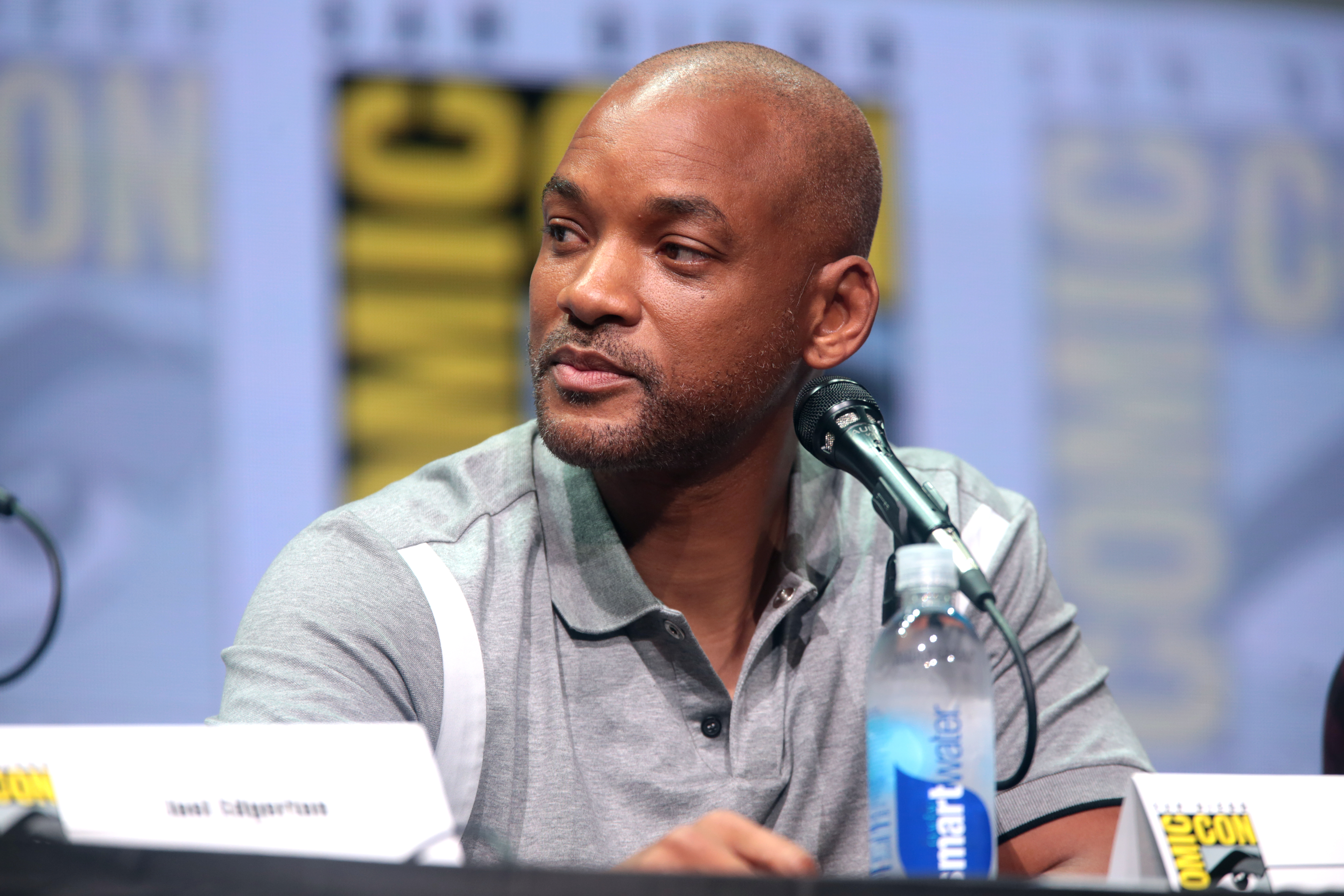
Will Smith pour la présentation du film au San Diego Comic-Con de 2017

- Happy Anderson (VF : Frédéric Souterelle) : Hildebrandt Ulysses Montehugh
- Ike Barinholtz (VF : Serge Faliu) : Pollard
- Dawn Olivieri (VF : Adeline Germaneau) : Sherri Ward
- Matt Gerald (VF : Boris Rehlinger) : Hicks
- Margaret Cho (VF : Yumi Fujimori) : le sergent Ching
- Brad William Henke (VF : Bertrand Dingé) : Dorghu
- Jay Hernández (VF : Thomas Roditi) : le shérif Rodriguez
- Veronica Ngo : Tien
- Alex Meraz : Serafin
- Enrique Murciano (VF : Benjamin Penamaria) : Poison
- Joseph Piccuirro (VF : Vincent Bonnasseau) : Brown
- Scarlet Spencer (VF : Arielle Vaubien) : Sophia Ward
- Andrea Navedo (VF : Géraldine Asselin) : le capitaine Perez
- Kenneth Choi : Yamahara
- Bobby Naderi (VF : Thibaut Belfodil) : Arkashian
- Cle Sloan (en) (VF : Diouc Koma) : OG Mike
- Nadia Gray : Larika
- Chris Browning (en) (VF : Maurice Decoster) : Serling
- Laura Vallejo : Ortiz
- Carlos Linares : le vieil homme
- Bunnie Rivera (VF : Daria Levannier) : la vieille femme

 Source et légende : version française (VF) sur RS Doublage et selon le carton du doublage français télévisuel.

## Production

### Genèse et développement

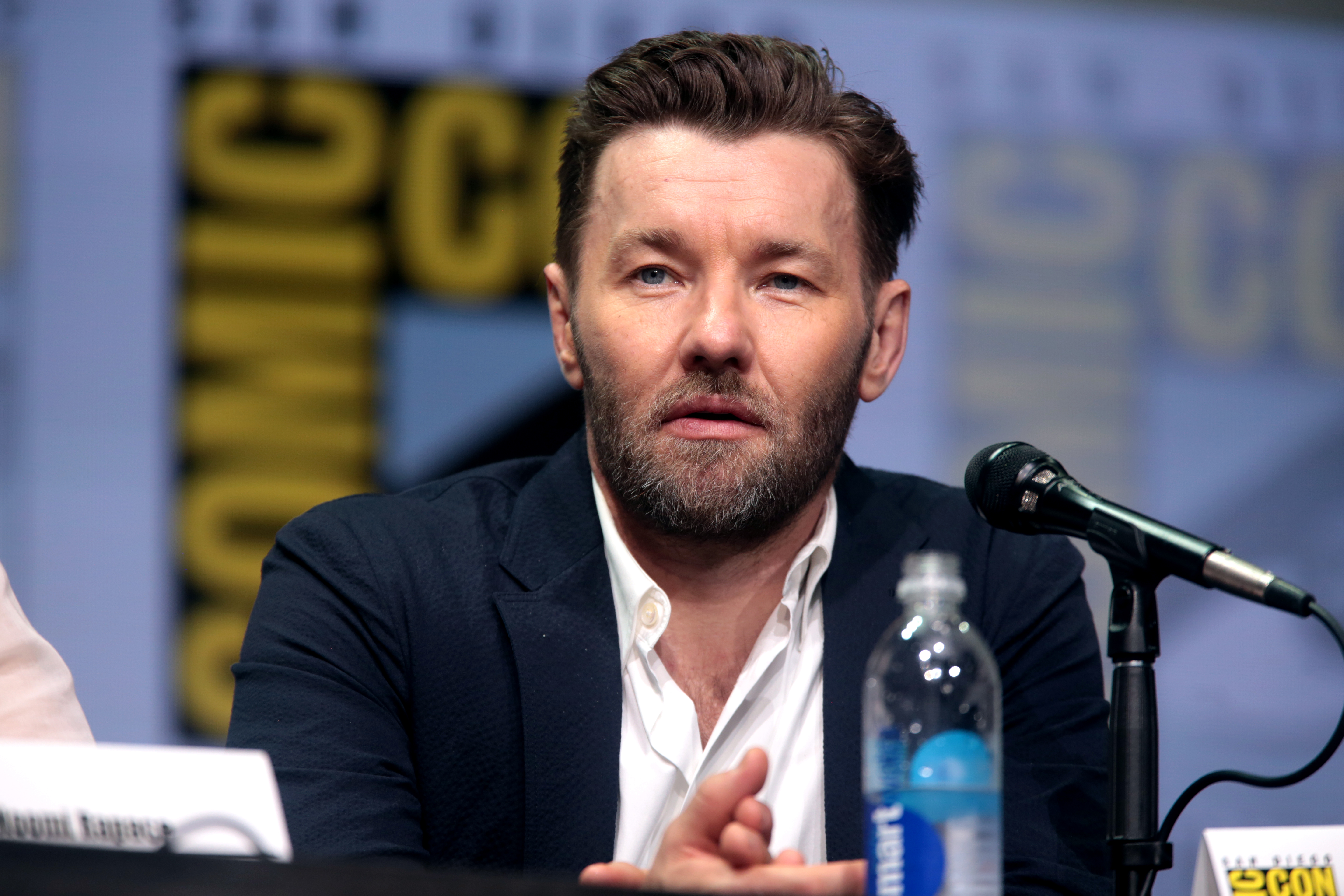
Joel Edgerton pour la présentation du film au San Diego Comic-Con de 2017

En mars 2016, il est annoncé que Netflix a décidé d'investir 90 millions de dollars dans le projet Bright écrit par Max Landis et réalisé par David Ayer (qui a ensuite retravaillé le script),,.

### Attribution des rôles
Dès la confirmation du projet en mars 2016, Will Smith et Joel Edgerton sont annoncés dans les rôles principaux. Noomi Rapace entre en négociations en mai 2016.
En octobre 2016, Lucy Fry, Andrea Navedo et Brad William Henke rejoignent la distribution,,. En novembre 2016, Kenneth Choi et Dawn Olivieri obtiennent eux aussi un rôle. Édgar Ramírez est annoncé quelques jours plus tard, alors que le tournage a déjà débuté.
Le réalisateur retrouve une partie des acteurs de son film précédent Suicide Squad : Will Smith, Ike Barinholtz et Jay Hernández.

### Tournage
Le tournage débute à l'automne 2016, à Los Angeles,,.

### Musique
Singles
1. World Gone Mad
Sortie : 21 novembre 2017
2. Home
Sortie : 5 décembre 2017

La bande originale intitulée Bright: The Album est publiée par Atlantic Records, le 15 décembre 2017, une semaine avant la diffusion officielle du film.
| Liste des titres | Liste des titres                                      | Liste des titres | Liste des titres                     | Liste des titres | Liste des titres | Liste des titres | Liste des titres | Liste des titres | Liste des titres |
| No               | Titre                                                 | Auteur | Producteur(s)                        | Durée            |                  |                  |                  |                  |                  |
| ---------------- | ----------------------------------------------------- | --- | ------------------------------------ | ---------------- | ---------------- | ---------------- | ---------------- | ---------------- | ---------------- |
| 1.               | Broken People (Logic et Rag'n'Bone Man)               | Dan Priddy, Mark Crew, Alexander Grant, Rory Graham, Sir Robert Hall II, Nicholas Steele et David Pramik                       | Alex da Kid                          | 3:32             |                  |                  |                  |                  |                  |
| 2.               | World Gone Mad (Bastille)                             | Dan Smith | Smith et Mark Crew                   | 3:16             |                  |                  |                  |                  |                  |
| 3.               | Home (Machine Gun Kelly, X Ambassadors et Bebe Rexha) | Sam Nelson Harris, David Phelps, Robert Gilles, Richard Baker, Pramik, Jacob Hawkes et David Snyder                            | David Pramik et Phelps               | 3:22             |                  |                  |                  |                  |                  |
| 4.               | Crown (Camila Cabello et Grey)                        | Kyle Trewartha, Karla Estrabao, Sarah Aarons et Michael Trewartha                                                              | Grey et Louis Bell                   | 3:21             |                  |                  |                  |                  |                  |
| 5.               | Darkside (Ty Dolla $ign et Future feat. Kiiara)       | Jeremy Coleman, Linus Wiklund, Nayvadius Wilburn, Tyrone Griffin Jr., Kiara Saulters et Jonnali Parmenius                      | Wiklund, JMIKE, AC et Andrew Bolooki | 3:53             |                  |                  |                  |                  |                  |
| 6.               | Danger (Migos et Marshmello)                          | Chris Comstock, Quavious Marshall, Kiari Cephus, Kirshnik Ball et Paul Judge                                                   | Judge et Marshmello                  | 3:34             |                  |                  |                  |                  |                  |
| 7.               | That's My Nigga (Meek Mill, YG et Snoop Dogg)         | Shawn Carter, Andre Young, Melvin Bradford, Scott Storch, Robert Williams, Calvin Broadus Jr., Eric Gamzoyan et Keenan Jackson | Viruss Beats                         | 3:19             |                  |                  |                  |                  |                  |
| 8.               | Smoke My Dope (Steve Aoki et Lil Uzi Vert)            | Steven Aoki, Symere Woods, Bobby Turner et Kenneth Smith                                                                       | Steve Aoki                           | 3:22             |                  |                  |                  |                  |                  |
| 9.               | FTW (Fuck the World) (A$AP Rocky et Tom Morello)      | Thomas Morello, Khalil Abdul-Rahman et Rakim Mayers                                                                            | DJ Khalil                            | 2:23             |                  |                  |                  |                  |                  |
| 10.              | Cheer Up (Portugal. The Man)                          | David Sardy, Casey Bates et John Gourley                                                                                       | D. Sardy et Bates                    | 2:46             |                  |                  |                  |                  |                  |
| 11.              | Hares on the Mountain (alt-J)                         | Traditionnel | Charlie Andrew                       | 3:48             |                  |                  |                  |                  |                  |
| 12.              | Campfire (D.R.A.M. et Neil Young)                     | Joe Spargur, Shelley Massenburg-Smith, Roget Chahayed et Gabriel Niles                                                         | Joe London, D.R.A.M. et Niles        | 3:40             |                  |                  |                  |                  |                  |
| 13.              | This Land Is Your Land (Sam Hunt)                     | Woody Guthrie | Zach Crowell                         | 2:34             |                  |                  |                  |                  |                  |
| 42:50            |                                                       | |                                      |                  |                  |                  |                  |                  |                  |

## Accueil

### Accueil critique
Sur l'agrégateur américain Rotten Tomatoes, Bright ne reçoit que 28 % d'opinions favorables pour 109 critiques et une note moyenne de 3,8⁄10 avec un consensus disant « Bright essaie de mêler fantastique, drame policier et analyse sociale et échoue sur les trois fronts ». Sur Metacritic, il obtient une moyenne de 29⁄100 pour 26 critiques.
David Ehrlich du site Indiewire donne au film la note minimale de "F" et le décrit comme le pire film de 2017 en précisant : « Il y a les films ennuyeux, les mauvais films, et puis il y a Bright, un film si profondément atroce que les Républicains vont probablement le soumettre au vote du Congrès entre Noël et le jour de l'An ». Sur Twitter, le réalisateur David Ayer répond directement à la critique de David Ehrlich et compare certains journalistes aux Inferni (la secte elfique du film) : « The critics are Inferni »,.

### Audience
Le film a été visionné sur son site de streaming par 11 millions de télé-spectateurs sur les trois premiers jours de VOD et un total de 7 millions sur les 18-49 ans du 22 au 24 décembre 2017. Financièrement, afin de savoir si le film a été rentable pour Netflix, Variety a fait un rapide calcul en se basant sur le prix moyen d'une place de cinéma aux alentours de 8,93 dollars, rapprochant un chiffre avoisinant le budget du film pour une sortie en salles en fin de semaine. Maintenant sont pris en compte d'abord les chiffres des abonnés qui eux payent en moyenne la somme de 10,99 dollars par mois, soit beaucoup moins que la valeur de deux places pour deux films. Selon Variety, l'opération semble avoir été avantageuse malgré tout.

## Autour du film

### Projet de suite
En décembre 2017, Netflix commande une suite, qui devait initialement sortir en décembre 2020. Will Smith et Joel Edgerton reprendraient leur rôle respectif de Daryl Ward et Nick Jakoby. Le 27 avril 2020, il est annoncé que Angelina Jolie rejoindrait ce projet dans le rôle d'une antagoniste. Le mois suivant, le réalisateur français Louis Leterrier est annoncé. La suite connait plusieurs difficultés de production à la suite de l'indisponibilité des acteurs et des nombreuses réécritures. Le long-métrage est annulé en avril 2022 citant comme causes une baisse du nombre d'abonnés Netflix et la controversée gifle de Will Smith aux Oscars,.